# Obiettivo ragazze
Obiettivo ragazze è un film del 1963 diretto da Mario Mattoli. 
Nel 1971 venne ridistribuito  col titolo Obiettivo ragazze raggiunto Stop - Missione compiuta.

## Trama
Dopo la sfilata a Roma, un gruppo di ex militari e reduci di guerra si reca a pranzare in una trattoria sul lago di Bracciano. A tavola si ritrovano un sergente dei paracadutisti, un marinaio, un maresciallo di fanteria  e due ex bersaglieri. Il pranzo diventa un'occasione per raccontare una serie di avventure capitate durante la loro carriera.
Nel primo episodio Tony Renis, viene chiamato ad effettuare il servizio militare nei paracadutisti. I suoi commilitoni gli fanno credere per scherzo che l'alloggio del sergente Cerrutti sia una casa d'appuntamenti. Renis vi si reca e scambia le tre sorelle del sergente per prostitute. L'equivoco continua fino all'arrivo del suo superiore che lo punisce per l'affronto con la cella di rigore. Alla fine però, Renis accetterà di cantare alla festa organizzata dai suoi commilitoni.
Nel secondo episodio, due marinai vanno a vedere uno spettacolo di ballerine e di magia. Uno di loro viene ipnotizzato e si convince di essere una donna. Si toglie la divisa, si veste con abiti femminili e si reca prima in un salone di bellezza e poi in una sala da ballo, dove canta Fred Bongusto. L'altro marinaio lo insegue, viene sorpreso dalla ronda, ma alla fine riesce a farlo rinsavire.
Nel terzo episodio, il nullafacente Antonio Zanelli le prova tutte per evitare di fare il servizio militare. Dapprima contatta un truffatore che, dietro il pagamento di una somma di denaro, gli promette di farlo esonerare, poi cerca di evitare la marcia facendosi credere malato di ulcera, infine, per essere rispedito a casa, decide di corteggiare Laura, la figlia del maresciallo Pozzilli. Ottiene però l'effetto contrario e si ritrova arruolato come allievo sottufficiale in servizio permanente effettivo.
Nell'ultimo episodio, due bersaglieri raccontano che durante la campagna d'Africa, nei pressi dell'Amba Alagi, sono finiti in un villaggio di indigene e che hanno rischiato di perdere la loro virilità.
In realtà la loro storia è completamente inventata in quanto i due durante gli anni dal 1935 al 1943 si sono imboscati presso il magazzino vestiario di Velletri e hanno scampato la guerra.

## Colonna sonora
- Tony Renis canta Le ciliegie (testo di Mogol ed Alberto Testa; musiche di Tony Renis ed Elvio Favilla)
- Fred Bongusto canta Malaga (testo di Giuliano Mancini; musica di Fred Bongusto e José Mascolo)

## Accoglienza

### Incassi
Incasso accertato sino a tutto il 31 marzo 1964 £ 339.538.416